# Province dell'Irlanda

La bandiera delle quattro province, formata dall'unione delle quattro bandiere, viene utilizzata in alcuni ambiti come simbolo dell'Irlanda unita

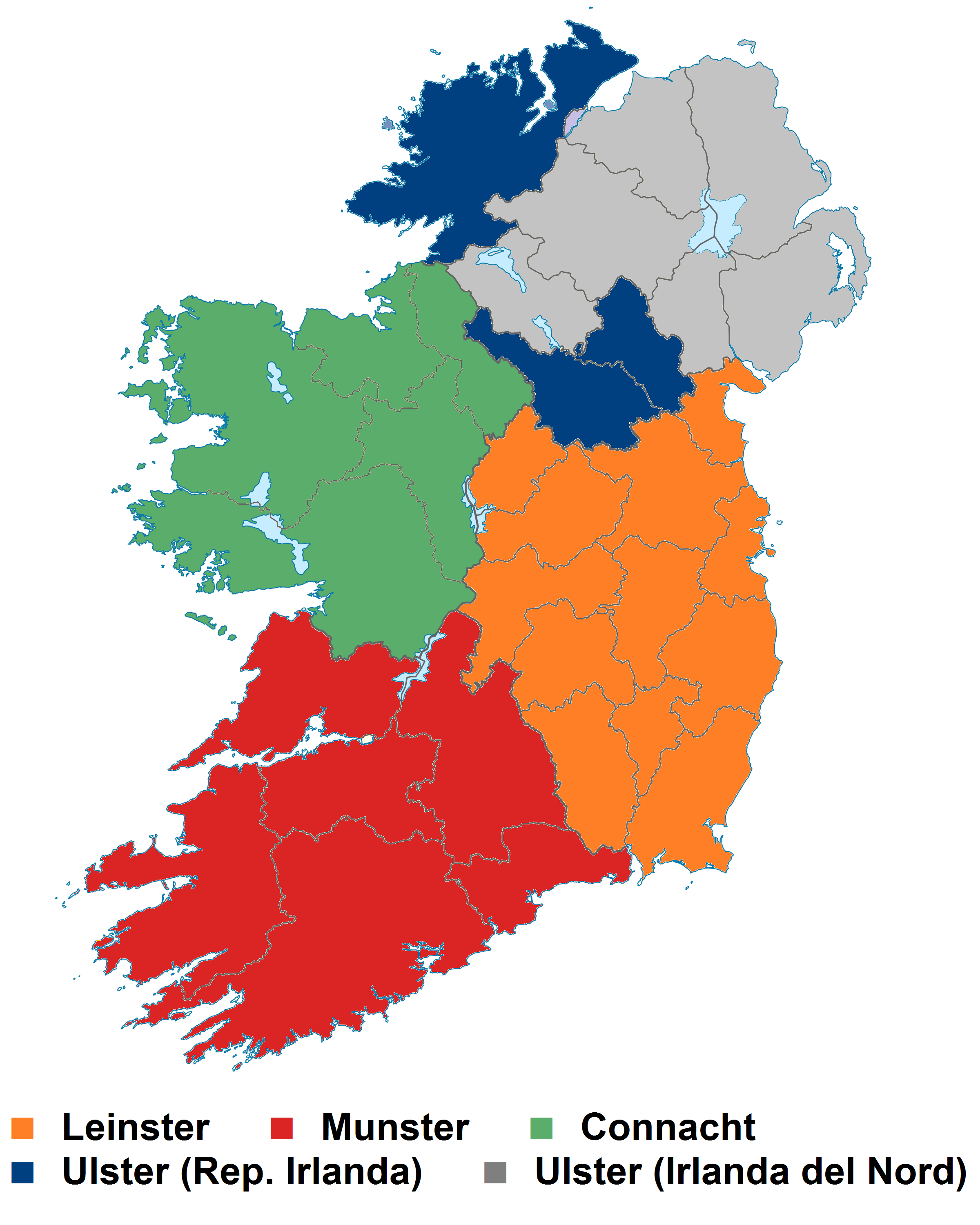
Mappa delle province

Le province dell'Irlanda (in inglese Provinces of Ireland; in irlandese Cúigí na hÉireann) sono entità storiche dell'isola d'Irlanda la cui attuale delimitazione territoriale risale alla codifica del 1610 operata da Giacomo I d'Inghilterra: fino a tale data di numero fluttuante, Giacomo ne fissò il numero a quattro (Connacht, Leinster, Munster e Ulster) incorporando la quinta, Meath, a Leinster.
Proprio il fatto che prima di tale data le province fossero cinque (in lingua irlandese cúige significa quinto) fece sì che il termine passasse a indicare la suddivisione provinciale.
Oggi le quattro province dell'Irlanda non hanno alcun valore amministrativo o legale, esistendo solo per ragioni culturali, come per esempio quali suddivisioni delle federazioni sportive che rappresentano l'intera isola.
Tre delle quattro province (Connacht, Leinster e Munster) ricadono interamente sotto la giurisdizione della Repubblica d'Irlanda, mentre l'Ulster è ripartito tra questa e il Regno Unito: per la precisione, tre delle nove contee sono nella Repubblica, mentre le sei contee storiche che formano l'Irlanda del Nord sotto sovranità britannica sono anch'esse state amministrativamente abrogate e sostituite da 11 distretti.
In tempi moderni, bandiere raffiguranti i vessilli delle quattro province sono utilizzate per evitare controversie politiche laddove, in contesto internazionale per lo più sportivo, l'Irlanda sia rappresentata come isola e non come una o l'altra delle entità amministrative in cui è suddivisa: è il caso per esempio del rugby a 15, in cui né la bandiera nazionale irlandese né quella del Regno Unito sono utilizzate per accompagnare la squadra.

## Lista
| Localizzazione | Bandiera | Provincia | Capoluogo | Superficie (km²) |
| -------------- | -------- | --------- | --------- | ---------------- |
|                |          | Leinster  | Dublino   | 19 800           |
|                |          | Munster   | Cork      | 24 675           |
|                |          | Connacht  | Galway    | 17 788           |
|                |          | Ulster    | Belfast   | 21 552           |

## Storia
Originariamente le province erano cinque, ma con il passare del tempo la più piccola, Meath, venne assorbita da Leinster. Il termine irlandese cúige (provincia) significa "quinto", e riflette la suddivisione originaria.
Durante il periodo d'oro dell'Irlanda, queste province erano poco più che regni federati in maniera non stringente e con confini abbastanza flessibili, ma in tempi moderni sono state associate a gruppi di contee specifiche.
Le province vennero soppiantate dall'attuale sistema delle contee dopo l'occupazione inglese del XII secolo.
Dopo la Partizione d'Irlanda, circa 2/3 dell'Ulster divennero l'odierna Irlanda del Nord.
Si può notare come le quattro squadre irlandesi del Pro 14 di rugby a 15 rappresentino le quattro province dell'isola.

## Cultura di massa
Il brano musicale Ireland's Call, composto nel 1995 dal nordirlandese Phil Coulter per dare alla nazionale ovale dell'Isola un inno unificato da eseguire in particolare per le gare fuori dalla Repubblica, fa in due strofe riferimento alle quattro province: in quella di apertura recita: «Giunge il giorno e giunge l'ora / giunge la forza e la gloria / Siamo qui a rispondere alla chiamata del nostro Paese / dalle quattro fiere province d'Irlanda».
Successivamente altre rappresentative sportive espressione di tutta l'Irlanda adottarono Ireland's Call come proprio inno rappresentativo.